# 沃爾夫湖 (伊利諾伊州)
沃爾夫湖（英語：Wolf Lake）是位於美國伊利諾伊州猶尼昂縣的一個非建制地區。該地的面積和人口皆未知。

## 地理
沃爾夫湖的座標為37°30′52″N 89°26′18″W / 37.51444°N 89.43833°W，而該地的平均海拔高度為108米（即354英尺）。